# Arnaud Tendon
Arnaud Tendon (Bassecourt, 6 de noviembre de 2002) es un deportista suizo que compite en ciclismo en la modalidad de ruta. Ganó una medalla de plata en el Campeonato Europeo de Ciclismo en Ruta de 2022, en la prueba de contrarreloj por relevos mixtos sub-23.

## Medallero internacional
| Campeonato Europeo | Campeonato Europeo | Campeonato Europeo | Campeonato Europeo                     |
| Año                | Lugar              | Medalla            | Competición                            |
| ------------------ | ------------------ | ------------------ | -------------------------------------- |
| 2022               | Anadia (Portugal)  | Medalla de plata   | Contrarreloj por relevos mixtos sub-23 |

## Palmarés
2022
- 1 etapa del Tour del Pays de Montbéliard